# Pascal Giry
Pascal Giry est un athlète français, né à Périgueux le 1er décembre 1963, adepte de la course d'ultrafond et champion de France des 100 km en 2008.

## Biographie
Pascal Giry est champion de France des 100 km des étangs de Sologne à Theillay en 2008,,. En 2013, il est vice champion de France master V2 de semi-marathon avec un temps de 1 h 21 min 18 s.

## Records personnels
Statistiques de Pascal Giry d'après la Fédération française d'athlétisme (FFA) et la Deutsche Ultramarathon-Vereinigung (DUV) :
- 5 000 m : 18 min 15 s 51 en 2011
- 10 km route : 34 min 6 s en 2007
- 20 km route : 1 h 16 min 38 s en 2005
- Semi-marathon :  1 h 13 min 7 s en 2007
- Marathon : 2 h 33 min 7 s au marathon de Cheverny en 2005[7]
- 100 km route : 7 h 4 min 54 s en 2008